# Huish Champflower
Huish Champflower – wieś w Anglii, w hrabstwie Somerset, w dystrykcie (unitary authority) Somerset. Leży 70 km na południowy zachód od miasta Bristol i 231 km na zachód od Londynu. W 2001 miejscowość liczyła 240 mieszkańców.